# Ruprecht Machleidt
Ruprecht Machleidt (* 18. Dezember 1943 in Kiel; † 14. Dezember 2023 in Moscow, Idaho) war ein deutsch-US-amerikanischer theoretischer Kernphysiker.

## Werdegang
Machleidt studierte Physik an der Universität Bonn mit dem Diplom 1971 und der Promotion 1973. Als Post-Doktorand forschte er bis 1975 an der Universität Bonn und war 1976/77 an der State University of New York at Stony Brook (SUNY). 1978 bis 1983 war er wissenschaftlicher Assistent in Bonn. 1983 bis 1985 war er Gastwissenschaftler am TRIUMF und der University of British Columbia in Vancouver und 1986 bis 1988 am Los Alamos National Laboratory (am LAMPF), wobei er gleichzeitig Adjunct Associate Professor an der UCLA war. 1988 wurde er Associate Professor und 1991 Professor an der University of Idaho. 
Er war bekannt als einer der Entwickler des Bonn-Potentials zur Beschreibung der Nukleon-Nukleon Wechselwirkung auf Mesonenaustauschbasis. Weiter befasste er sich mit Kernmaterie unter Berücksichtigung relativistischer Effekte und Mesonenfreiheitsgraden sowie mit relativistischen Wenig-Teilchensystemen der Kernphysik.
2000 wurde er Fellow der American Physical Society.

## Schriften
- mit D. R. Entem Chiral effective feld theory and nuclear forces, Physics Reports, Band 503, 2011, S. 1–75, Arxiv
- mit J. W. Holt, Gerald Brown, Thomas Kuo, J. D. Holt Shell model description of the C-14 dating beta decay with Brown-Rho-scaled NN interactions, Phys. Rev. Lett., Band 100, 2008, S. 062501, Arxiv
- mit I. Slaus: The nucleon-nucleon interaction, Topical Review, J. Phys. G: Nucl. Part. Phys., Band 27, 2001, R69-R108, Arxiv
- The meson theory of nuclear forces and nuclear structure, Advances in Nucl. Phys., Band 19, 1989, S. 189–376
- mit K. Holinde, Ch. Elster The Bonn meson-exchange model for the nucleon-nucleon interaction, Physics Reports, Band 149, 1987, S. 1–89
- The Theory of Nuclear Forces: Is the Never-Ending Story Coming to an End ?, Nuclear Physics A, Band 790, 2007, S. 17–23
- Nuclear forces and nuclear structure, in Nuclear Structure 98, Gatlinburg
- Nuclear Forces, Scholarpedia